# Mo Lei Tau
Mo lei tau kallas den nonsens-humor som ofta förekommer i komedier från Hongkong, och som särskilt Stephen Chow har gjort populär.